# Хорошково (Смоленская область)
Хорошково — деревня в Хиславичском районе Смоленской области России. Входит в состав Иозефовского сельского поселения. Население составляет 5 жителей по состоянию на 2007 год.
Расположена в юго-западной части области в 12 км к юго-западу от Хиславичей, в 46 км западнее автодороги А141 Орёл — Витебск. В 46 км восточнее деревни расположена железнодорожная станция Крапивенская на линии Смоленск — Рославль.

## История
В годы Великой Отечественной войны деревня была оккупирована гитлеровскими войсками в июле 1941 года, освобождена в сентябре 1943 года.